# Vicoli
Vicoli község (comune) Olaszország Abruzzo régiójában, Pescara megyében.

## Fekvése
A megye nyugati részén fekszik. Határai: Brittoli, Carpineto della Nora, Civitaquana és Civitella Casanova.

## Története
Első említése 883-ból származik Curtis de Viculi néven. A következő századokban nemesi birtok volt. Önálló községgé a 19. század elején vált, amikor a Nápolyi Királyságban felszámolták a feudalizmust. 

## Népessége
A népesség számának alakulása:

## Főbb látnivalói
- San Rocco-templom
- Madonna del Cinghiale-templom